# Aurubis
Aurubis AG (tidligere Norddeutsche Affinerie AG) er en tysk producent af kobber og genbrugt kobber. De har haft hovedkvarter i Hamborg siden Norddeutsche Affinerie AG opkøbte belgiske Cumerio 18. februar 2008. Efterfølgende skiftede de navn til Aurubis 1. april 2009.